# Маде ин жопа
«Маде ин жопа» — четвёртый студийный альбом ска/панк-рок-группы «Ленинград», выпущенный в 2001 году. Полное название диска — «Маде ин жопа. Три дебила исполняют неизвестные песни группы „Ленинград“».
«Три дебила» это проект Сергея Шнурова — группа «Ленинград» в усечённом составе: «Шнур», Андрей «Андромедыч» Антоненко и Дима «Антенна» Мельников. Также в записи альбома приняли участие бэк-вокалист группы «Пузо» г-н Арсентьев и г-жа Шестерекова с аккордеонами наперевес.

## Список композиций
| №                   | Название             | Длительность |
| ------------------- | -------------------- | ------------ |
| 1.                  | «В клубе модном»     | 2:46         |
| 2.                  | «Полные карманы»     | 4:08         |
| 3.                  | «Не со мной»         | 2:44         |
| 4.                  | «Хип-хоп»            | 2:04         |
| 5.                  | «Миллион алых роз»   | 3:43         |
| 6.                  | «Парнишка»           | 2:47         |
| 7.                  | «Не слышны в саду»   | 2:07         |
| 8.                  | «Девушка с понятием» | 2:07         |
| 9.                  | «Злые пули»          | 1:29         |
| 10.                 | «Свободная»          | 3:03         |
| 11.                 | «Эх раз, ещё раз»    | 2:13         |
| 12.                 | «Стоп-машина»        | 2:16         |
| Общая длительность: | Общая длительность:  | 31:33        |

## Участники записи
- Сергей «Шнур» Шнуров — вокал, гитары, маракасы
- Андрей «Антоненыч» Антоненко — туба, аккордеон, маримба
- Дмитрий «Антенна» Мельников — ударные
- Сергей «Арс» Арсеньев — аккордеон
- Александр «Пузо» Попов — бэк-вокал
- Светлана «Колібаба» Шестерекова — аккордеон

Есть полный вариант альбома — 15 треков (Gala Records GL 10249): 1. В клубе модном
2. Полные карманы
3. Группа крови
4. Не со мной
5. Хип-хоп
6. Миллион алых роз
7. Парнишка
8. Не слышны в саду…
9. Девушка с понятием
10. Злые пули
11. Привет Тому Вэйтсу
12. Столько не поют
13. Свободная
14. Эх раз, ещё раз
15. Стоп-машина.